# Chrząszczówka
Chrząszczówka is een plaats in het Poolse district  Otwocki, woiwodschap Mazovië. De plaats maakt deel uit van de gemeente Kołbiel en telt 120 inwoners.